# Sibylle Weischenberg
Sibylle Weischenberg (* 1. Juni 1954 in Schleswig) ist eine deutsche Journalistin, Redakteurin und Autorin.

## Leben und Wirken
Sibylle Weischenberg stammt aus Schleswig in Schleswig-Holstein, ist in Köln aufgewachsen, studierte Modedesign mit Diplom, anschließend Publizistik, Kunstgeschichte, Germanistik, Journalistik und Soziologie. Sie begann ihre journalistische Laufbahn als Redakteurin bei den Tageszeitungen Hamburger Abendblatt und Rheinische Post sowie als Korrespondentin der britischen Nachrichtenagentur Reuters. 
Vor der Bundestagswahl 1987 begleitete sie den SPD-Kanzlerkandidaten Johannes Rau auf einer Deutschlandreise als Pressereferentin. Danach arbeitete sie als verantwortliche Redakteurin beim Hamburger Nachrichtenmagazin Der Spiegel, als Hamburger Korrespondentin des Burda-Verlages, als Society-Kolumnistin und Unterhaltungs-Ressortleiterin bei der Zeitschrift Gala und als Society-Kolumnistin und Ressortleiterin der Illustrierten Bunte, für die sie etwa 1998 ein Interview, das Wolfgang Joop mit Dieter Bohlen und Thomas Anders in Monaca führte, organisierte.
Im Fernsehen war sie als Kommentatorin bei Live-Berichterstattungen des Senders RTL, wie der Beerdigung von Prinzessin Diana oder der Hochzeit des niederländischen Thronfolgers Willem-Alexander mit Máxima zu sehen. Ab April 2004 moderierte sie gemeinsam mit Jenny Elvers die 30-minütige Livesendung Klatsch TV. Sie verließ die Sendung im Juli 2004 auf eigenen Wunsch.
Jeden Donnerstag trat Weischenberg in der Rubrik W.I.P. (Weischenbergs Important People) im Sat.1-Frühstücksfernsehen auf. Als sogenannte „Society-Expertin“ ist sie gelegentlich in Fernsehmagazinen wie Brisant, hallo deutschland oder Taff zu sehen. Nach über zehn Jahren verließ Weischenberg im Juni 2013 das Sat.1-Frühstücksfernsehen auf eigenen Wunsch. Ihre Nachfolgerin ist Vanessa Blumhagen.
2007 erschien ihr Buch Ich hasse den Sommer, im Herbst 2008 erschien die Fortsetzung, Meine 30 Lippenstifte und ich. Die Hörbuchfassungen sprach sie selbst. Im Juni 2013 erschien im rororo-Verlag der Sammelband Darf’s ein bisschen Sommer sein? in dem Sibylle Weischenberg mit anderen Autorinnen wie Mia Morgowski, Anne Hertz und Britta Sabbag Geschichten veröffentlichte. Weischenberg lebt in München.

## Werke

### Publikationen
- Wir können auch anders! Hugendubel Verlag, 2001, ISBN 978-3720522335.
- Ich hasse den Sommer! Random House, 2007, ISBN 978-3-442-36721-4.
- Meine 30 Lippenstifte und ich. Blanvalet, 2008, ISBN 978-3442370597.
- Brauchen Sie eine Tragetasche? Blanvalet, 2009, ISBN 978-3-442-37397-0.
- Darf's ein bisschen Sommer sein? (Sammelband), Rowohlt, 2013, ISBN 978-3499235580.

#### Reihe Spuren der Vergangenheit
- Das Geheimnis der Erbin. Tinte & Feder, 2023, ISBN 978-2496713350.
- Die verschwundene Diva. Tinte & Feder, 2023, ISBN 978-2496713374.
- Das vergessene Model. Tinte & Feder, 2024, ISBN 978-2496716214.
- Die verlassene Villa. Tinte & Feder, 2025, ISBN 978-2496716184.

### Hörbücher
- Meine 30 Lippenstifte und ich. Lübbe Audio, 2008. ISBN 978-3-7857-3827-6.
- Ich hasse den Sommer. Lübbe Audio, 2009. ISBN 978-3-7857-3826-9.